# 보야카가시쥐
보야카가시쥐(Proechimys chrysaeolus)는 가시쥐과에 속하는 설치류이다. 콜롬비아의 토착종이다. 보야카 주의 카라레 강 계곡 일차림의 해발 100~50m에서 발견된다. 야행성, 육상성 동물이며, 독거 생활을 하고 먹이는 씨앗과 식물의 잎 일부와 곤충이다. 광산 및 농경지 개발때문에 서식지 감소로 멸종 위협을 받고 있다.

## 계통 분류
다음은 땅가시쥐속의 계통 분류이다.
|  | 긴꼬리가시쥐, 짧은꼬리가시쥐, 에콰도르가시쥐 |
|  |                                              |
|  | 퀴비에가시쥐                                 |
|  |                                              |

|  | 가드너가시쥐, 패튼가시쥐 |
|  |                          |
|  | 쿨리나가시쥐             |
|  |                          |

|  | 긴꼬리가시쥐, 짧은꼬리가시쥐, 에콰도르가시쥐 |
|  |                                              |
|  | 퀴비에가시쥐                                 |
|  |                                              |

|  | 가드너가시쥐, 패튼가시쥐 |
|  |                          |
|  | 쿨리나가시쥐             |
|  |                          |